# Ludo Martens
Ludo Martens (Torhout, Bèlgica, 12 de març del 1946 – 5 de juny del 2011) va ser un historiador i polític belga, conegut pel seu treball sobre l'Àfrica francòfona i la Unió Soviètica. També fou el fundador i primer president del Partit del Treball de Bèlgica (PTB).
Nascut en una família acomodada de Torhout, una ciutat de la província de Flandes Occidental, de jove va estudiar llengües estrangeres a Wingene. El 1965 entrà a la Facultat de Medicina i va començar a organitzar-se en un grup d'estudiants catòlics. Poc temps després abraçaria el marxisme-leninisme. El 1968 va ser un dels fundadors de la revista teòrica AMADA, sigles en flamenc del lema comunista "Tot el poder per als obrers!". Aquesta revista seria el germen del Partit dels Treballadors de Bèlgica (PTB), sorgit el 1979 i que Martens lideraria des del primer congrés. La revista AMADA es considerava alineada ideològicament amb el Partit Comunista de la Xina, en ple cisma entre la Unió Soviètica i la República Popular de la Xina, que va afectar la pràctica totalitat dels partits comunistes del món. Després de la mort de Mao Zedong, Martens i la seva organització van anar distanciant-se de la República Popular Xina, fins que a mitjans de la dècada de 1980 el PTB va abandonar el maoisme i les seves campanyes antisoviètiques, que van arribar fins i tot a donar suport a un enfortiment de l'OTAN a Europa com a contrapès al Pacte de Varsòvia. El 1999 va dimitir del seu lloc en la direcció del PTB per traslladar-se a la República Democràtica del Congo. Tot i això, va continuar escrivint assajos polítics per al PTB des del seu exili voluntari a Kinshasa. Encara que va escriure la major part de les seves obres en francès, la seva obra més coneguda, Una altra mirada sobre Stalin, ha estat traduïda a nombrosos idiomes. Martens va morir, víctima del càncer que patia, el matí del 5 de juny del 2011.
El 2 de març de 2008, Peter Mertens va ser elegit com a successor de Ludo Martens, que tenia greus problemes de salut, com a líder del PTB.

## Una altra mirada sobre Stalin
El 1994 Martens publica la seva obra Una altra mirada sobre Stalin, un llibre en què reconstrueix la història de la Unió Soviètica durant els anys de govern de Stalin. En aquest llibre, Martens posa en dubte les dades de la historiografia occidental oficial sobre les col·lectivitzacions, la industrialització, la purga de la dècada de 1930, la figura de Trostki, la Gran Guerra Pàtria, el paper de Krushov, entre d'altres. En la introducció del llibre, Martens explica els motius que el van portar a escriure aquest llibre:
| «                                         | "La defensa del treball i les decisions de Stalin és defensar el marxisme-leninisme, i aquesta és una qüestió important per preparar-nos en la lluita de classes sota el Nou Ordre Mundial." | » |
| — Ludo Martens, Una altra mirada d'Stalin | |   |

Martens declarava que aquest llibre serveix per comprovar científicament les mentides de la burgesia i la falsificació que fan aquests de la Història, tant amb els successos del passat com els presents. Ludo Martens, per exemple, explícita com l'Holodomor va inicar-se com una propaganda nazi que ha sigut comprada massivament per Occident. Aquesta fam en cap cas va produir-se volgudament, segons Martens va tenir quatre causes: la guerra civil iniciada pels propietaris de les terres (kulaks) contra la colectitvització, la sequía que va produir-se a Ucraïna els anys 1930, 1931 i 1932, l'epidemia de tifus que va arrasar Ucraïna i el Caucas, i per acabar, la desorganització a l'agricultura per part del Partit i els treballadors del camp. Pel que fa a Aleksandr Soljenitsin, Martens utilitza cites d'Arxipèlag Gulag, un dels llibres d'aquest autor on denuncia la repressió de l'estat estalinista, per tal d'acusar-lo de mentider i de carències en l'argumentació.

## Obres
- Pierre Mulele o la segona vida de Patrice Lumumba (1985)
- Sankara, Compaoré i la revolució de Burkina Faso (1989)
- Abo: una dona del Congo (1992)
- La URSS i la contrarevolució de vellut (1991)
- Una altra mirada sobre Stalin (1994)
- Kabila i la Revolució Congolesa: l'elecció entre panafricanisme i neocolonialisme (2002)